# Осокин, Леонид Александрович
Леонид Александрович Осокин (15 апреля 1970, Свердловск, РСФСР — 16 августа 2010, Санкт-Петербург, Российская Федерация) — советский и российский актёр театра и кино.

## Биография
Мать (врач, офтальмолог) — Осокина Татьяна Леонидовна. Отец (горный инженер) — Холопкин Александр Степанович. До получения паспорта Леонид носил фамилию отца.
В 1977—1987 гг. — учёба в школе № 40 Свердловска.
В 1982—1986 гг. — Театр юношеского творчества (ТЮТ) Свердловского дворца пионеров им. П. Морозова.
В 1987—1991 г. учился в Свердловском государственном театральном институте (СГТИ) на кафедре актёрского мастерства (класс Н. В. Мильченко).
В 1991—1992 гг. — артист Екатеринбургского Молодёжного «Театра Масок».
В 1992—2003 гг. — актёр Санкт-Петербургского Драматического Театра на Литейном.
С 2003 года — актёр Молодёжного театра на Фонтанке.
Умер 16 августа 2010 года. Похоронен 18 августа на Южном кладбище Санкт-Петербурга.

## Театральные работы
- Молодёжный «Театр Масок» (г. Свердловск), 1991—1992 «Пеппи Длинный чулок» … Индийский Петух

«Иванов» … Иванов
«Носорог» … Ботар
«Дикарка» … Костя
«Двенадцатая ночь» … Сэр Тоби
Драматический Театр на Литейном (г. Санкт-Петербург), 1992—2003
«Пеппи Длинный чулок» (А. Линдгрен, пост. М. Левшин) … Жулик Блом, Рыжий клоун, Белый клоун, громила Карл, Папа Пеппи, директор цирка Стефенсен, Индийский петух
«Великая Екатерина» (Б. Шоу; пост. Г. Тростянецкий) … Солдат, Князь Потемкин-Таврический
«Скупой» (Ж.-Б. Мольер) … Валер
«Гортензия в Париже» (Д. Ленский) … Сотрудник французской тайной полиции, Жером
«Упырь» (А. Толстого) … Владимир, Александр Руневский
«Король Лир» (В. Шекспир) … Герцог Корнуэльский
«Ворон» (К. Гоцци) … Принц Дженнаро
«Три сестры» (А. П. Чехов, реж. А. Галибин) … Барон Тузенбах
«Арфа приветствия» (М. Богомольный; пост. А. Галибин) … Лак
«Кремлёвские куранты, или Приезжайте к нам лет эдак через…» (А. Тигай) … Дзержинский
«Городской романс (Оборванец)» (М. Угаров; пост. А. Галибин) … Кто-то
«Ловкая служанка» (К. Гольдони) … Флориндо
«Тойбеле и её демон» (И. Башевис-Зингера, И. Фридман) … Нищий
«Луна для пасынков судьбы» (Ю. О' Нила) … Хардер
«Love for love. Любовь за любовь» (У. Конгрива) … Тэттл
«Триумфальная арка» (Э.-М. Ремарк) … Дюран
«Вера, Надежда, Любовь (Карамболь)» (Ю. Князев) … Николай
«Барышня-крестьянка» (А. С. Пушкин) … Алексей Берестов
«Стыдно быть несчастливым» (по произведениям А. Володина)
«Ночь игуаны» (Т. Уильямса) … Хенк
«Счастливая уловка» (П. Мариво) … Фронтен
«Концерт замученных опечаток» («Золотой телёнок») (по произведениям И.  Ильфа и Е. Петрова; постановка Г. Козлова) … Е. Петров и О. Бендер 
«Шинель» (А. Образцов, петербургская фантазия по одноимённой повести Н. В. Гоголя) … Петрович
«Дуэль» (А. П. Чехов) … Кирилин Молодёжный Театр на Фонтанке (г. Санкт-Петербург), с 2003
2004 (ввод) — «Жаворонок» Жан Ануй, режиссёр Семён Спивак (Лаир)
- 2004 (ввод) — «Отелло» Вильям Шекспир, постановщик Семён Спивак, режиссёр Алексей Утеганов (Брабанцио)
- 2004 — «Любовные кружева», Александр Николаевич Островский, постановка Семёна Спивака, режиссёр Михаил Черняк (Андрей Белугин)
- 2005 — «Пять вечеров» Александр Володин, руководитель Семён Спивак, режиссёр Ирина Зубжицкая (Ильин)
- 2005 — «Три сестры» Антон Чехов, режиссёр Семён Спивак (Андрей Прозоров)
- 2006 — «Белая ночь» Фёдор Достоевский, режиссёр-постановщик Олег Куликов (Жилец) 2009 — «Зимняя сказка» (У. Шекспир, реж. Магуи Мира) … Поликсен 
 2008 — «Дон Кихот» (М. Булгаков, реж. С. Спивак) …паломек Левша, хозяин постоялого двора 
 2008 — «Иов» (Йозеф Рот) … Охранник, чиновник, писарь

## Фильмография
- 2010 Морские дьяволы-4, Костя Данилин, бывший сослуживец Бати (последняя роль в кино)
- 2008 Дорожный патруль-2 Дмитриев, убийца
- 2008 «Ментовские войны. Эпилог», Юрий Сергеевич Голицын, следователь прокуратуры
- 2008 «Ментовские войны-4» (Фильм 1 — «Золотая стрела», Фильм 2 — «Провокатор»), Юрий Сергеевич Голицын, следователь прокуратуры, серия «Золотая стрела»
- 2008 «Гончие-2», частный детектив
- 2007—2008 «Литейный, 4», таможенник, «Смертельный трафик»
- 2007 «Попытка к бегству: Собачья работа», Сергей Полянский
- 2006 «Ментовские войны-3» (Фильм 1 — «Казаки-разбойники», Фильм 2 — «Образ врага», Фильм 3 — «Второй фронт»), Юрий Сергеевич Голицын, следователь прокуратуры
- 2005 «Ментовские войны-2» (Фильм 1 — «За неделю до весны», Фильм 2 — «Закон джунглей», Фильм 3 — «В условиях неочевидности»), Юрий Сергеевич Голицын, следователь прокуратуры
- 2004 «Улицы разбитых фонарей-6», Геннадий Зимин
- 2004 «Снайпер»
- 2004 «Попытка к бегству: Чужое дежурство», Сергей Полянский
- 2004 «Ментовские войны-1» (Фильм 1 — «Старший оборотень по особо важным делам», Фильм 2 — «Недетские игры»), Юрий Сергеевич Голицын, следователь прокуратуры
- 2004 «Легенда о Тампуке», следователь
- 2003 «Тайны следствия-3»
- 2003 «Заложники», эпизод
- 2003 «Овечья шкура», эпизод
- 2003 «Агент национальной безопасности — 4», Игорь Олегович Пономарёв, физрук
- 2003 "Время «Ч»
- 1997—1998 «Улицы разбитых фонарей-1», Андрей Кривицкий
- 1998 «Женское счастье»
- 1992 «Патриотическая комедия», эпизод
- 1991 «Полигон»
- 1991 «Группа риска», эпизод
- 1990 «Сафари — 6», эпизод
- 1988 «Поединок» телеспектакль по пьесе Ивена (Эвана) Хантера «Поединок в подвале» Свердловское телевидение, главная роль
- 1987 «Команда 33», эпизод
- 1987 «Светофор Светофорыч», групповая сцена